# Motocross delle Nazioni 2004
Il Motocross delle Nazioni 2004 (conosciuto anche con i nomi Motocross des Nations, Motocross of Nations o MXDN), evento giunto alla cinquantottesima edizione, si è disputato a Lierop nei Paesi Bassi il 3 ottobre 2004. È stato vinto dalla squadra belga, davanti a quella ospitante e a chiudere il podio la squadra francese.

## Gare

### Gara 1 (MX1 & MX2)
| Pos. | Pilota            | Moto     | Tempo   |
| ---- | ----------------- | -------- | ------- |
| 1    | Stefan Everts     | Yamaha   | 36'34"  |
| 2    | Marc de Reuver    | KTM      | a 22"   |
| 3    | Joshua Coppins    | Honda    | a 42"   |
| 4    | Jüssi Vehvilaïnen | Honda    | a 47"   |
| 5    | Tanel Leok        | Suzuki   | a 1'11" |
| 6    | Ben Townley       | KTM      | a 1'27" |
| 7    | Tyla Rattray      | KTM      | a 1'28" |
| 8    | Gordon Crockard   | Honda    | a 1'32" |
| 9    | Antoine Méo       | Kawasaki | a 1'46" |
| 10   | Gareth Swanepoel  | KTM      | a 1'56" |

### Gara 2 (MX2 & Open)
| Pos. | Pilota           | Moto   | Tempo   |
| ---- | ---------------- | ------ | ------- |
| 1    | Mickaël Pichon   | Honda  | 35'36"  |
| 2    | Kevin Strijbos   | Suzuki | a 35"   |
| 3    | Juss Laansoo     | Honda  | a 54"   |
| 4    | Tyla Rattray     | KTM    | a 1'16" |
| 5    | Antti Pyrhönen   | TM     | a 1'23" |
| 6    | Morgan Blair     | Yamaha | a 1'30" |
| 7    | Steve Ramon      | KTM    | a 1'35" |
| 8    | Bas Verhoeven    | Honda  | a 1'51" |
| 9    | Erik Eggens      | KTM    | a 1'55" |
| 10   | Yoshitaka Atsuta | Honda  | a 1'59" |

### Gara 3 (MX1 & Open)
| Pos. | Pilota            | Moto   | Tempo   |
| ---- | ----------------- | ------ | ------- |
| 1    | Stefan Everts     | Yamaha | 35'55"  |
| 2    | Marc de Reuver    | KTM    | a 3"    |
| 3    | Mickaël Pichon    | Honda  | a 14"   |
| 4    | Gareth Swanepoel  | KTM    | a 45"   |
| 5    | Tanel Leok        | Suzuki | a 46"   |
| 6    | Kevin Strijbos    | Suzuki | a 1'12" |
| 7    | Rui Gonçalves     | Yamaha | a 1'31" |
| 8    | Jüssi Vehvilaïnen | Honda  | a 1'38" |
| 9    | Antti Pyrhönen    | TM     | a 1'46" |
| 10   | Billy Mackenzie   | Yamaha | a 1'56" |

## Classifica finale
| Pos. | Selezione Nazionale | Pilota             | Moto     | Classe | Gara 1 | Gara 2 | Gara 3 | Punti |
| ---- | ------------------- | ------------------ | -------- | ------ | ------ | ------ | ------ | ----- |
| 1    | Belgio              | Stefan Everts      | Yamaha   | MXGP   | 1      |        | 1      | 17    |
| 1    | Belgio              | Steve Ramon        | KTM      | MX2    | 13     | 7      |        | 17    |
| 1    | Belgio              | Kevin Strijbos     | Suzuki   | Open   |        | 2      | 6      | 17    |
| 2    | Paesi Bassi         | Marc de Reuver     | KTM      | MXGP   | 2      |        | 2      | 32    |
| 2    | Paesi Bassi         | Erik Eggens        | KTM      | MX2    | 11     | 9      |        | 32    |
| 2    | Paesi Bassi         | Bas Verhoeven      | Honda    | Open   |        | 8      | 15     | 32    |
| 3    | Francia             | Antoine Méo        | Kawasaki | MXGP   | 9      |        | 14     | 41    |
| 3    | Francia             | Sébastien Pourcel  | Honda    | MX2    | 17     | 14     |        | 41    |
| 3    | Francia             | Mickaël Pichon     | Kawasaki | Open   |        | 1      | 3      | 41    |
| 4    | Estonia             | Tanel Leok         | Suzuki   | MXGP   | 5      |        | 5      | 41    |
| 4    | Estonia             | Aigar Leok         | KTM      | MX2    | 16     | 12     |        | 41    |
| 4    | Estonia             | Juss Laansoo       | Honda    | Open   |        | 3      | 19     | 41    |
| 5    | Sudafrica           | Gareth Swanepoel   | KTM      | MXGP   | 10     |        | 4      | 41    |
| 5    | Sudafrica           | Tyla Rattray       | KTM      | MX2    | 7      | 4      |        | 41    |
| 5    | Sudafrica           | Wyatt Avis         | Suzuki   | Open   |        | 16     | 29     | 41    |
| 6    | Finlandia           | Jussi Vehvilainen  | Honda    | MXGP   | 4      |        | 8      | 46    |
| 6    | Finlandia           | Matti Seistola     | Honda    | MX2    | 20     | 27     |        | 46    |
| 6    | Finlandia           | Antti Pyrhönen     | TM       | Open   |        | 5      | 9      | 46    |
| 7    | Nuova Zelanda       | Joshua Coppins     | Honda    | MXGP   | 3      |        | 35     | 76    |
| 7    | Nuova Zelanda       | Ben Townley        | KTM      | MX2    | 6      | 37     |        | 76    |
| 7    | Nuova Zelanda       | Daryl Hurley       | Suzuki   | Open   |        | 15     | 17     | 76    |
| 8    | Canada              | Jean Sebastien Roy | Honda    | MXGP   | 21     |        | 13     | 79    |
| 8    | Canada              | Dusty Klatt        | Honda    | MX2    | 23     | 25     |        | 79    |
| 8    | Canada              | Morgan Blair       | Yamaha   | Open   |        | 6      | 16     | 79    |
| 9    | Gran Bretagna       | Billy Mackenzie    | Yamaha   | MXGP   | 15     |        | 10     | 86    |
| 9    | Gran Bretagna       | Stephen Sword      | Kawasaki | MX2    | 38     | 38     |        | 86    |
| 9    | Gran Bretagna       | Paul Cooper        | Honda    | Open   |        | 11     | 12     | 86    |
| 10   | Portogallo          | Rui Gonçalves      | Yamaha   | MXGP   | 14     |        | 7      | 90    |
| 10   | Portogallo          | Luis Correia       | KTM      | MX2    | 31     | 23     |        | 90    |
| 10   | Portogallo          | Hugo Santos        | Honda    | Open   |        | 22     | 24     | 90    |